# Erysimum amasianum
Erysimum amasianum là một loài thực vật có hoa trong họ Cải. Loài này được Hausskn. & Bornm. mô tả khoa học đầu tiên năm 1905.